# Acanthocyclops
Acanthocyclops – rodzaj widłonogów z rodziny Cyclopidae. Nazwa naukowa tego rodzaju skorupiaków została po raz pierwszy opublikowana w 1927 roku przez niemieckiego zoologa Friedricha Kiefera.

## Podział systematyczny
Do rodzaju należą następujące gatunki:

- Acanthocyclops agamus Kiefer, 1938
- Acanthocyclops americanus (Marsh, 1893)
- Acanthocyclops balcanicus Naidenov & Pandourski, 1992
- Acanthocyclops brevispinosus (Herrick, 1884)
- Acanthocyclops caesariatus Mercado-Salas & Suárez-Morales, 2009
- Acanthocyclops capillatus (Sars G.O., 1863)
- Acanthocyclops carolinianus (Yeatman, 1944)
- Acanthocyclops cephallenus Pesce, 1978
- Acanthocyclops chappuisi (Naidenov & Pandourski, 1992)
- Acanthocyclops columbiensis Reid, 1990
- Acanthocyclops crinitus (Graeter, 1910)
- Acanthocyclops eduardoi Mercado-Salas & Álvarez-Silva, 2013
- Acanthocyclops einslei Mirabdullayev & Defaye, 2004
- Acanthocyclops exilis (Coker, 1934)
- Acanthocyclops fiersi Mercado-Salas, Suárez-Morales, Khodami & Martínez Arbizu, 2023
- Acanthocyclops fonticulus Lee & Chang, 2007
- Acanthocyclops gmeineri Pospisil, 1989
- Acanthocyclops gordani Petkovski, 1971
- Acanthocyclops hispanicus Kiefer, 1937
- Acanthocyclops insectus (Forbes S.A., 1882)
- Acanthocyclops iskrecensis Pandourski, 1992
- Acanthocyclops kagaensis ItoTak, 1964
- Acanthocyclops kieferi (Chappuis, 1925)
- Acanthocyclops magistridussarti Stoch & Bruno, 2011
- Acanthocyclops marceloi Mercado-Salas & Suárez-Morales, 2009
- Acanthocyclops milotai Iepure & Defaye, 2008
- Acanthocyclops miurai ItoTak, 1957
- Acanthocyclops montana Reid & Reed, 1991
- Acanthocyclops morimotoi ItoTak, 1952
- Acanthocyclops muscicola (Lastochkin, 1924)
- Acanthocyclops notabilis Mazepova, 1950
- Acanthocyclops orientalis Borutsky, 1966
- Acanthocyclops parasensitivus Reid, 1998
- Acanthocyclops parcus (Herrick, 1882)
- Acanthocyclops parvulus Strayer, 1989
- Acanthocyclops pennaki Reid, 1992
- Acanthocyclops petkovskii Pesce & Lattinger, 1983
- Acanthocyclops phreaticus (Chappuis, 1928)
- Acanthocyclops plesai Iepure, 2001
- Acanthocyclops profundus Mazepova, 1950
- Acanthocyclops propinquus Plesa, 1957
- Acanthocyclops radevi Pandourski, 1993
- Acanthocyclops rebecae Fiers, Ghenne & Suárez-Morales, 2000
- Acanthocyclops reductus (Chappuis, 1925)
- Acanthocyclops rhenanus Kiefer, 1936
- Acanthocyclops robustus (Sars G.O., 1863)
- Acanthocyclops rupestris Mazepova, 1950
- Acanthocyclops sambugarae Kiefer, 1981
- Acanthocyclops sensitivus (Graeter & Chappuis, 1914)
- Acanthocyclops serrani Braicovich & Timi, 2009
- Acanthocyclops signifer Mazepova, 1952
- Acanthocyclops similis Flössner, 1984
- Acanthocyclops smithae Reid & Suárez-Morales, 1999
- Acanthocyclops strimonis (Pandourski, 1994)
- Acanthocyclops tokchokensis Kim H.S. & Chang, 1991
- Acanthocyclops transylvanicus Iepure & Oarga, 2011
- Acanthocyclops troglophilus (Kiefer, 1932)
- Acanthocyclops venustoides (Coker, 1934)
- Acanthocyclops venustus (Norman & Scott T., 1906)
- Acanthocyclops vernalis (Fischer, 1853)